# لوئی ژوردان
لوئی ژوردان (فرانسوی: Louis Jourdan‎؛ زادهٔ ۱۹ ژوئن ۱۹۲۱ – درگذشته ۱۴ فوریهٔ ۲۰۱۵) هنرپیشه اهل فرانسه بود. وی بین سال‌های ۱۹۳۹ تا ۱۹۹۲ میلادی فعالیت می‌کرد.

## زندگی‌نامه
او با نام تولد لوئی روبر ژوندر (فرانسوی: Louis Robert Gendre‎) در ۱۹ ژوئن ۱۹۲۱ در مارسی زاده شد. وی تحصیلات خویش را در فرانسه، ترکیه و بریتانیا انجام داد. در زندگینامه ژوردان آمده که او در هتل پدرش در شهر کن در جنوب فرانسه با بازیگران و کارگردانان سینما آشنا شد و به تشویق آن‌ها بر آن شد که بازیگری بیاموزد.
بازیگری در فیلم‌های فرانسوی آغاز کرد. سال‌های نخست بازیگری او با شروع جنگ جهانی دوم همزمان شد. رد کردن نقشی برای یک فیلم تبلیغاتی آلمان نازی، باعث شد که فراری شود و به نیروهای مقاومت فرانسه بپیوندد. پس از پایان جنگ، ژوردان بازیگری را از سر گرفت و نهایتاً پایش به فیلم‌های هالیوودی باز شد. در هالیوود در نقش جنتلمنی فرانسوی با ظاهری جذاب جا افتاده بود و به همین خاطر خودش را «کلیشه فرانسوی» می‌خواند.
سال‌های پایانی دهه ۱۹۴۰ و تمام دهه ۱۹۵۰ اوج فعالیت حرفه‌ای ژوردان بود و با بازی در مقابل هنرپیشگانی همچون شرلی مک‌لین در فیلم «کن-کن»، جوآن فونتین در فیلم «شب‌های دکامرون» (۱۹۵۳)، جنیفر جونز، گریس کلی در فیلم «قو» (۱۹۵۶) و دوریس دی در فیلم «جولی» (۱۹۵۶) شهرت زیادی به دست آورد.
فیلم «ژی‌ژی» که اقتباسی از رمان ژی‌ژی نوشته کولت بود در سال ۱۹۵۸ ساخته شد و موفق به کسب ۹ جایزه اسکار شد، مهم‌ترین نقش‌آفرینی او محسوب می‌شود. با این حال خودش اعتقاد داشت که شاید آن فیلم خوبی برای لزلی کارون و موریس شوالیه (بازیگران اصلی فیلم) محسوب می‌شد، اما او نقشی «سطحی» بازی کرده بود.
در سال‌های آخر بازیگری اش در نقش‌های شخصیت منفی هم بازی کرد، از جمله در فیلم «اختاپوسی» Octopussy از رشته فیلم‌های جیمز باند که در سال ۱۹۸۳ ساخته شد.
در سال ۲۰۱۰ نشان لژیون دونور به وی اعطا شد. ژوردان در پیاده‌رو شهرت هالیوود نیز ستاره‌ای دارد
در سن ۹۳ سالگی در خانه‌اش در بورلی هیلز، لس آنجلس، کالیفرنیا درگذشت.

## زندگی شخصی
ژوردان در سال ۱۹۴۶ با «برتا فردریک» (Berthe Frédérique) ازدواج نمود. در سال ۱۹۵۱ تنها فرزندش «لوئی آنری» زاده شد که در سال ۱۹۸۱ بر اثر مصرف بیش از اندازه دارو درگذشت. همسرش برتا نیز در سال ۲۰۱۴ درگذشت

## فیلم شناسی
- دزد دریایی (۱۹۳۹)
- همان پدر و پسر (۱۹۴۰)
- کمدی خوشبختی (۱۹۴۰)
- نخستین ملاقات (۱۹۴۱)
- ما جوان‌ها (۱۹۴۱)
- رژه در ۷ شب (۱۹۴۱)
- زن اهل آرل (۱۹۴۲)
- زندگی کولی وار (۱۹۴۲)
- دختر بچه‌های بندر گل (۱۹۴۳)
- فلیسی نانتوی (۱۹۴۵)
- پروندهٔ پارادین (۱۹۴۷)
- بدون گناهان کوچک (۱۹۴۸)
- نام یک زن ناآشنا (۱۹۴۸)
- مادام بوواری (۱۹۴۹)
- پرندهٔ بهشت (۱۹۵۱)
- «آن» دختر سرخپوست (۱۹۵۱)
- زمان خوشی (۱۹۵۲)
- شب‌های دکامرون (۱۹۵۲)
- خیابان استراپاد (۱۹۵۳)
- سه سکه در چشمه (۱۹۵۴)
- قو (۱۹۵۶)
- جولی (۱۹۵۶)
- عروس خیلی زیباست (۱۹۵۶)
- تبعید خطرناک (۱۹۵۷)
- فراری (۱۹۵۷)
- ژی‌ژی (۱۹۵۸)
- از هر چیزی بهتر (۱۹۵۹)
- کن-کن (۱۹۶۰)
- باکره‌های روم (۱۹۶۱)
- سفر تاریک (۱۹۶۱)
- کنت دو مونت-کریستو (۱۹۶۱)
- لویتان (۱۹۶۲)
- ایرما خوشگله (۱۹۶۳)
- آدم‌های خیلی مهم (۱۹۶۳)
- آشفتگی (۱۹۶۲)
- هتل افراد سرشناس (۱۹۶۳)
- ساخت پاریس (۱۹۶۵)
- سلاطین (۱۹۶۵)
- سروانتس (۱۹۶۶)
- پوست جاسوس (۱۹۶۷)
- گل در گوشش (۱۹۶۸)
- از شیطان نترس (۱۹۶۹)
- یک مال بدو (۱۹۶۹)
- آئین شیطان پرستان (۱۹۶۹)
- کنت مونت کریستو (۱۹۷۵ تلویزیونی)
- کنت دراکولا (۱۹۷۷)
- خرس‌های نقره‌ای (۱۹۷۸)
- معاملهٔ مضاعف (۱۹۸۱)
- غرق شده (۱۹۸۲)
- اختاپوس (۱۹۸۳)